# Robert Keith
Robert Keith, pseudonimo di Rolland Keith Richey (Fowler, 10 febbraio 1898 – Los Angeles, 22 dicembre 1966), è stato un attore statunitense.
Era il padre dell'attore Brian Keith.

## Biografia
Nato a Fowler (Indiana) dal matrimonio di Mary Della Snyder con James Haughey Richey, Robert Keith iniziò la carriera artistica nei cinematografi come cantante di accompagnamento al pianoforte durante le proiezioni delle pellicole mute, e in seguito divenne attore teatrale. Nel 1927 scrisse la pièce The Tightwad che venne rappresentata a Broadway grazie al produttore Lee Shubert, ma non ebbe grande successo malgrado la buona accoglienza da parte della critica. Nel 1930 Keith fu chiamato a Hollywood dalla Universal Pictures, che lo scritturò come sceneggiatore e scrittore di dialoghi per i primi film sonori. Per un certo periodo l'attore collaborò a film quali Peace on Earth con Lew Ayres e Andy Devine, e Destry Rides Again con Tom Mix, ma due anni più tardi tornò a New York per proseguire la carriera sul palcoscenico, distinguendosi in numerose rappresentazioni, come The Great God Brown, The Children's Hour e Mr. Roberts.
Dopo quasi due decenni di attività teatrale, Keith rientrò a Hollywood partecipando al film Boomerang - L'arma che uccide (1947) e, grazie al produttore Sam Goldwyn, ottenne il ruolo del padre di Susan Hayward nel melodramma sentimentale Questo mio folle cuore (1949). La sua carriera sul grande schermo riprese slancio e l'attore fu uno dei più apprezzati caratteristi degli anni cinquanta, sia nel dramma come La 14ª ora (1951), Il selvaggio (1954), in cui interpretò l'ottuso sceriffo Harry Bleeker, e Come le foglie al vento (1956), sia nella commedia come Amore provinciale (1953), nel ruolo del giudice Gordon Kimbell, e nel musical come Bulli e pupe, in cui vestì i panni del tenente Brannigan, un poliziotto ottuso. L'aspetto autorevole e il volto dai baffetti sottili consentirono all'attore anche ruoli di militare in pellicole quali Essi vivranno (1953), I diavoli del Pacifico (1956) e Uomini in guerra (1957). Interpretò inoltre il ruolo di Julian in Crimine silenzioso (1958).
All'inizio degli anni sessanta Keith passò al piccolo schermo, comparendo in serie quali Alfred Hitchcock presenta (1962), Il fuggiasco (1964), L'ora di Hitchcock (1964) e Ai confini della realtà (1964).

## Vita privata
Dopo un primo matrimonio nel 1917 con Laura Corinne Jackson, Keith si risposò con l'attrice teatrale Helena Shipman, da cui nel 1921 ebbe il figlio Brian, divenuto in seguito celebre attore cinematografico e televisivo. Dopo il divorzio dalla Shipman, nel 1927 Keith si risposò con la celebre attrice teatrale Peg Entwistle (che morirà suicida nel 1932), da cui divorziò due anni dopo per convolare a quarte nozze nel 1930 con Dorothy Tierney. Questo matrimonio durò fino alla morte dell'attore, avvenuta a Los Angeles il 22 dicembre 1966.

## Filmografia

### Cinema
- The Other Kind of Love, regia di Duke Worne (1924)
- Il cavaliere della libertà (Abraham Lincoln), regia di David Wark Griffith (1930) (non accreditato)
- I prodigi del 2000 (Just Imagine), regia di David Butler (1930) (non accreditato)
- Anime incatenate (White Shoulders), regia di Melville W. Brown (1931) (non accreditato)
- Bad Company, regia di Tay Garnett (1931) (non accreditato)
- The Shadow Laughs, regia di Arthur Hoerl (1933)
- Boomerang - L'arma che uccide (Boomerang), regia di Elia Kazan (1947)
- Questo mio folle cuore (My Foolish Heart), regia di Mark Robson (1949)
- Testa rossa (The Reformer and the Redhead), regia di Melvin Frank e Norman Panama (1950)
- La porta dell'inferno (Edge of Doom), regia di Mark Robson (1950)
- Il mistero del marito scomparso (Woman on the Run), regia di Norman Foster (1950)
- Il marchio di sangue (Branded), regia di Rudolph Maté (1950)
- 14ª ora (Fourteen Hours), regia di Henry Hathaway (1951)
- È arrivato lo sposo (Here Comes the Groom), regia di Frank Capra (1951)
- Di fronte all'uragano (I Want You), regia di Mark Robson (1951)
- Just Across the Streets, regia di Joseph Pevney (1952)
- Qualcuno mi ama (Somebody Loves Me), regia di Irving Brecher (1952)
- Essi vivranno! (Battle Circus), regia di Richard Brooks (1953)
- Amore provinciale (Small Town Girl), regia di László Kardos (1953)
- L'inferno di Yuma (Devil's Canyon), regia di Alfred L. Werker (1953)
- Il selvaggio (The Wild One), regia di László Benedek (1953)
- Rullo di tamburi (Drum Beat), regia di Delmer Daves (1954)
- Tu sei il mio destino (Young at Heart), regia di Gordon Douglas (1954)
- Il tesoro sommerso (Underwater!), regia di John Sturges (1955)
- Amami o lasciami (Love Me or Leave Me), regia di Charles Vidor (1955)
- Bulli e pupe (Guys and Dolls), regia di Joseph L. Mankiewicz (1955)
- Il ricatto più vile (Ransom!), regia di Alex Segal (1956)
- I diavoli del Pacifico (Between Heaven and Hell), regia di Richard Fleischer (1956)
- Come le foglie al vento (Written on the Wind), regia di Douglas Sirk (1956)
- Uomini in guerra (Men in War), regia di Anthony Mann (1957)
- L'impareggiabile Godfrey (My Man Godfrey), regia di Henry Koster (1957)
- Crimine silenzioso (The Lineup), regia di Don Siegel (1958)
- La tempesta, regia di Alberto Lattuada (1958)
- Cordura (They Came to Cordura), regia di Robert Rossen (1959)
- Cimarron, regia di Anthony Mann (1960)
- La squadra infernale (Posse from Hell), regia di Herbert Coleman (1961)
- Orazi e Curiazi, regia di Ferdinando Baldi e Terence Young (1961)

### Televisione
- Pulitzer Prize Playhouse – serie TV, 1 episodio (1952)
- The Philco Television Playhouse – serie TV, 1 episodio (1952)
- Armstrong Circle Theatre – serie TV, 1 episodio (1953)
- Studio One – serie TV, 3 episodi (1949-1953)
- The Motorola Television Hour – serie TV, 1 episodio (1954)
- Furia (Fury) – serie TV, 1 episodio (1957)
- Alfred Hitchcock presenta (Alfred Hitchcock Presents) – serie TV episodio 7x26 (1962)
- The Dick Powell Show – serie TV, episodio 2x11 (1962)
- Undicesima ora (The Eleventh Hour) – serie TV, 1 episodio (1963)
- Il fuggiasco (The Fugitive) – serie TV, 1 episodio (1964)
- L'ora di Hitchcock (The Alfred Hitchcock Hour) – serie TV, episodio 2x18 (1964)
- Ai confini della realtà (The Twilight Zone) – serie TV, episodio 5x25 (1964)

## Doppiatori italiani
Nelle versioni in italiano dei suoi film, Robert Keith è stato doppiato da:
- Lauro Gazzolo in Il mistero del marito scomparso, La 14ª ora, Di fronte all'uragano, Tu sei il mio destino, Amami o lasciami, Bulli e pupe, Come le foglie al vento, Uomini in guerra, Cordura, Cimarron, Questo mio folle cuore, I diavoli del Pacifico, L'impareggiabile Godfrey, Il marchio di sangue, Il ricatto più vile, La squadra infernale
- Nino Pavese in Boomerang l'arma che uccide
- Gaetano Verna in La porta dell'inferno
- Sandro Ruffini in È arrivato lo sposo
- Augusto Marcacci in Il selvaggio
- Vinicio Sofia in Rullo di tamburi
- Amilcare Pettinelli in Il tesoro sommerso
- Gianrico Tedeschi in Crimine silenzioso
- Giorgio Capecchi in Orazi e Curiazi
- Nando Gazzolo in Questo mio folle cuore (ridoppiaggio)
- Nino Bonanni in Tu sei il mio destino (ridoppiaggio)